# Гомес, Андрес Павлович
Гомес Андрес Павлович — спортсмен, Мастер спорта России по тхэквондо МФТ. Обладатель черного пояса, 6-й дана. Трехкратный победитель Кубка мира, многократный победитель и призер Кубка Европы, вице-чемпион Европы.  Член сборной команды России по тхэквондо МФТ.

## Биография
Гомес Андрес Павлович родился 08 июля 1973 года в Москве СССР.
 В 2008 году окончил Московскую Академию предпринимательства при правительстве г. Москвы (МосАП).
 В 2024 году окончил Московский Институт Физической Культуры и Спорта.
 В 2024.г. в АНО ВО "МИСАО" прошёл профессиональную переподготовку по программе дополнительного профессионального образования.

## Спортивная карьера

### Начало
С 2003 гг. занимался Тхэквондо МФТ под руководством Пягая Алексея Черсувовича V дан и Гадрани  Витали Акакиевича III дан.

### Профессиональный спорт
Участник технических семинаров под руководством легенд Тхэквондо МФТ, мастероа Цилфидис Лазарос Константинович 8 дан, генерального секретаря всеевропейской федерации тхэквондо, грандмастера Ежи Едут 9 дан, президента Европейской федерации тхэквондо ИТФ, грандмастера Tadeush Loboda 9 дан, Paul Mcphail 9 дан,  Hector Marano 9 дан, Ung Kim Lan 9 дан , Willem Jacob Bos 9 дан,, Michael Daher 9 дан,, Pablo Trajtenberg 9 дан. 
В 2004 году
- Участник Чемпионата России.

В 2005 году
- Серебряный и бронзовый призер Чемпионата Москвы.

В 2006 году
- Чемпион Открытого Первенства Спортивного центра «Всеволод»
- Серебряный и бронзовый призер Чемпионата Москвы.
- Чемпион Москвы на открытом кубке Москвы

В 2008 году
- Бронзовый призер Чемпионата и первенства ЦФО (Тамбове)
- Серебряный призер международного открытого кубка Украины

В 2009 году
- Чемпион России в составе сборной Москвы
- Бронзовый призер Чемпионата и Первенства Москвы
- Бронзовый призер Кубка Викингов (Швеция)
- Золотой и серебряный призер открытого международного турнира «Кубок Черноморского побережья»
- Участник Чемпионата Европы 2009 в Испании (Бенидорм) в составе сборной России
- Золотой и серебряный призер Чемпионата и Первенства ЦФО
- Участник Чемпионата Мира 2009 в Аргентине (Мар дель Плата) в составе сборной России

В 2010 году:
- Золотой призер Открытого Чемпионата и Первенства СЗФО по Таеквон-до ИТФ «V Кубок Северной Пальмиры» (Санкт-Петербург)
- Золотой и Серебряный призер Чемпионата России в составе сборной Москвы
- Участник Чемпионата Европы (Швеция, Шковде) в составе Сборной России
- Золотой и серебряный призер Кубка Европы в составе Сборной России (Словакия, Братислава 2010) [9]

В 2011 году
- Чемпион Кубка России ( II  Открытый  Кубок  России, Санкт Петербург 2011)
- Золотой и Серебряный призер Открытого Кубка Москвы ( Москва 2011)
- Чемпион Открытого Чемпионата и Первенства Москвы ( Москва 2011)
- Золотой и Серебряный призер Чемпионата и Первенства России (Звенигород 2011) [10]
- Участник Чемпионата Мира (Новая Зеландия, Веллингтон 2011) в составе Сборной России. [11]
- Бронзовый призер Чемпионата и Первенства Европы (Словакия, Братислава 2011).
- Чемпион Кубка России ( Москва 2011)

В 2012 году
- Золотой призер Чемпионата и Первенства Москвы ( Москва 2012г.)
- Золотой призер  IV Кубка Мира. (4-7 октября 2012, Брайтон, Великобритания.)

В 2014 году
- Бронзовый призер Чемпионата и Первенства Европы. (24-27 апреля 2014г., Риччионе, Италия)

В 2017 году
- Золотой призер Кубка России. Командный туль. (4 октября 2017, Москва)

В 2018 году
- Золотой призер VII Кубка Мира (25-30 сентября 2018, Сидней, Австралия)
- Бронзовый призер IX Кубка Европы (26-28 октября 2018, Сибиу, Румыния)
- Серебряный призер Чемпионата  России (15-18 ноября 2018, Москва, Одинцово)

В 2019 году
- Серебряный призер Чемпионата Москвы (16 февраля 2019, Москва, МЦБИ)
- Серебряный призер Кубка России (16-17 марта 2019, Омск) [12]
- Золотой призер Международного турнира “Кубок Северной Пальмиры” (5-6 апреля 2019, Санкт-Петербург)
- Участник Чемпионата Мира (Германия, Инзель 24-27 апреля 2019) в составе Сборной России. [13]
- Серебряный призер Кубка Европы (6-9 июня 2019, Сочи)
- Золотой призер ЧиП ЦФО, (28-29 сентября 2019, Тула)
- Серебряный призер Чемпионата Европы (Босния. Сараево 10-13 октября 2019) [14]

В 2020 году
- Золотой призер Чемпионата Москвы (Москва, МЦБИ, 1-2 февраля 2020)
- Серебряный призёр турнира «Мастерский» (Тамбов, 23 февраля 2020)
- Золотой призёр I Кубка Мира он-лайн (3-23 октября 2020г.) [15]
- Золотой призёр Чемпионата России (12-16 ноября 2020, Москва, Одинцово)  [16]

В 2021 году
- Золотой призёр Кубка России (1-2 мая 2021, Санкт-Петербург)

В составе сборной России и Москвы по Тхэквондо МФТ с 2009 по 2019 г.г.
Участник показательной команды г.Москвы с 2008г. Наиболее значимые показательные выступления в рамках Национальной премии в области Боевых Искусств «Золотой пояс» Кремль, Дом музыки.
Приказом Министерства спорта Российской Федерации от 27 августа 2018 года № 124 нг Андресу Гомесу присвоено спортивное звание «Мастер спорта России»
.

## Тренерская и судейская карьера
Лицензированный инструктор и тренер по тхэквондо МФТ. 

С 2012 года входит в состав аккредитованных судей Всероссийской Федерации тхэквондо, является судьёй международной категории В.
 
С 2012 по 2017  г. занимал должность Главного судьи Московской Федерации тхэквондо МФТ.
 
С 2006 г. по настоящее время - генеральный директор спортивного клуба "Патриот".
 
Среди учеников Андреса мастер спорта России Менуа Унанян.

## Награды и звания
- Мастер спорта России (2017)
- Судья всероссийской категории (2012)